# عشب الحبل كثيف الأزهار
عشب الحبل كثيف الأزهار (الاسم العلمي:Spartina densiflora) (بالإنجليزية: Denseflower Cordgrass)‏ هو نوع من النباتات يتبع جنس عشب الحبل من الفصيلة النجيلية.